# Протестантское кладбище Аугсбурга
Протестантское кладбище в Аугсбурге насчитывает около 9500 могил на площади около 6 гектаров и расположено в районе Аугсбург-Хохфельд.

## История и использование
Кладбище было заложено в 1534 году городским советом Аугсбурга и в то время находилось за пределами городских стен . Оно используется до сих пор, что делает его старейшим кладбищем Аугсбурга, где проводятся захоронения.
Административное здание было построено в 1700 году. С 1825 года была пристроена церковь по проекту Иоганна Михаэля Войта и Августа фон Войта . Морг был последним, построенным в 1837 году.
Особенностью кладбища является собрание старинных погребальных книг, сохранившихся ещё в 1658 году. В этом архиве также зафиксированы надписи на могильных памятниках XVIII века.
Кроме того, с 1999 года на кладбище появилась стена с нишей для урн, спроектированная архитекторами Майером (Meier) и Майром (Meyr).
Надписи гробниц, существовавшие в 1837 году, были расшифрованы и опубликованы Фердинандом Зейделем в 1838 году. Имена этих умерших были записаны в проекте кладбища Баварской государственной ассоциации семейных исследований. Их можно найти в проекте как кладбище «Аугсбург, 86152».

## Могилы известных личностей (подборка)
- Семейная могила Вельзеров, патрицианской семьи
- Семейная гробница баронов фон Зюскинд, патрицианская семья
- Семейная могила баронов фон Шацлеров, патрицианской семьи
- Семейная могила Ридингеров, промышленников
- Семейная могила Форстеров, производитель ситца
- Семейная могила Фирнхабер-Мерц, промышленники и благотворители
- Семейные могилы Хесслинов, семьи промышленников XVIII века.
- Семейная могила Штеттенов, патрицианская семья
- Август Бомхард, Дин
- Вильгельм Буц, производитель
- Карл Буз, основатель и директор MAN
- Генрих фон Буз, основатель и директор MAN
- Родители Бертольта Брехта
- Карл Альберт Гольвитцер, мастер-строитель
- Стефани Гио дю Понтей, филантроп
- Макс Гутманн, покровитель
- Элиас Холль, городской строитель
- Джин Келлер, архитектор и строитель
- Ильза Лихтенштейн-Ротер, ученый-педагог, профессор начального школьного образования
- Кристоф Фридрих Нильсон, исторический художник и художник по фрескам
- Анна Барбара фон Штеттен, основательница школы
- Август Весселс, производитель

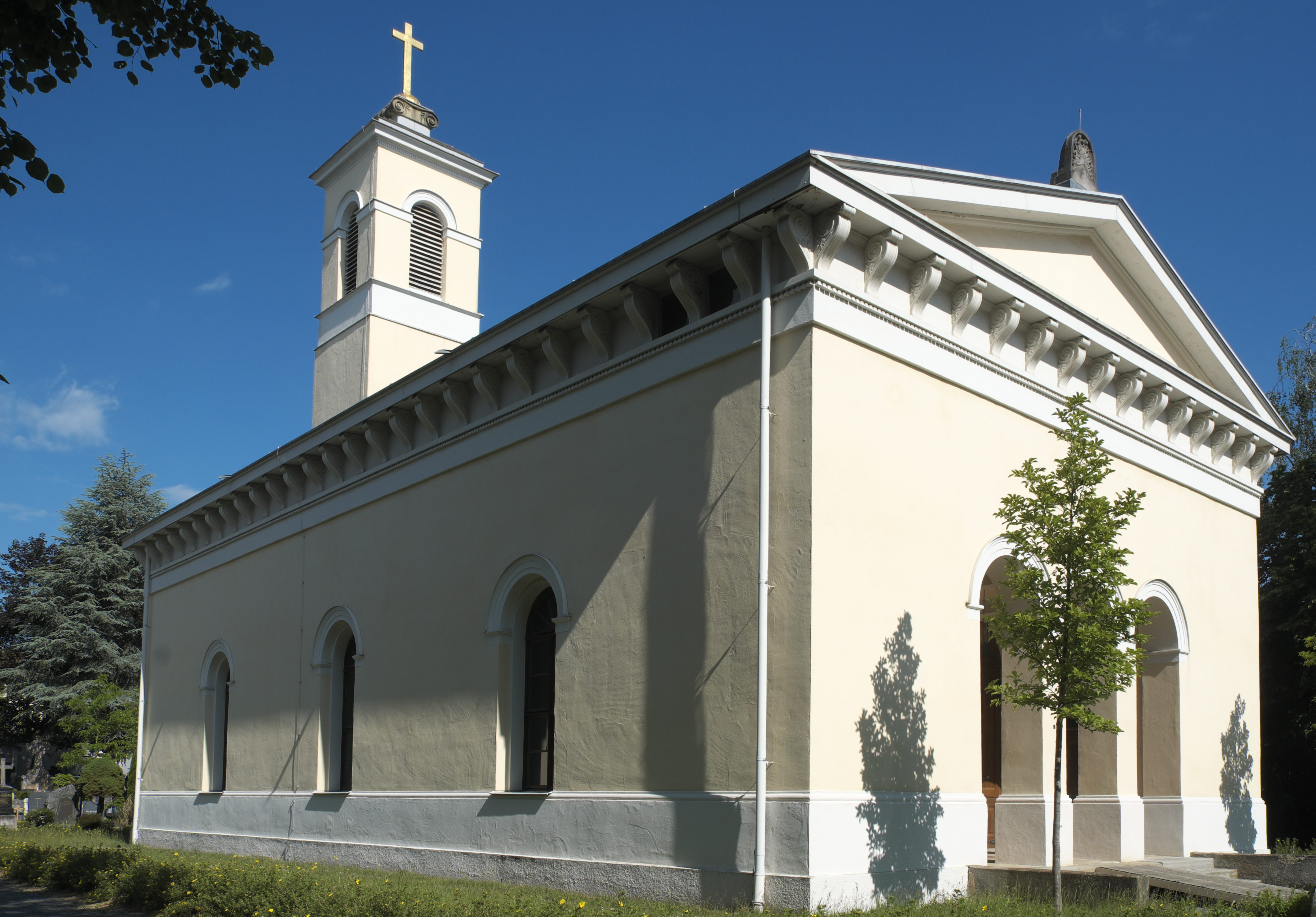
Протестанское кладбище Аугсбурга
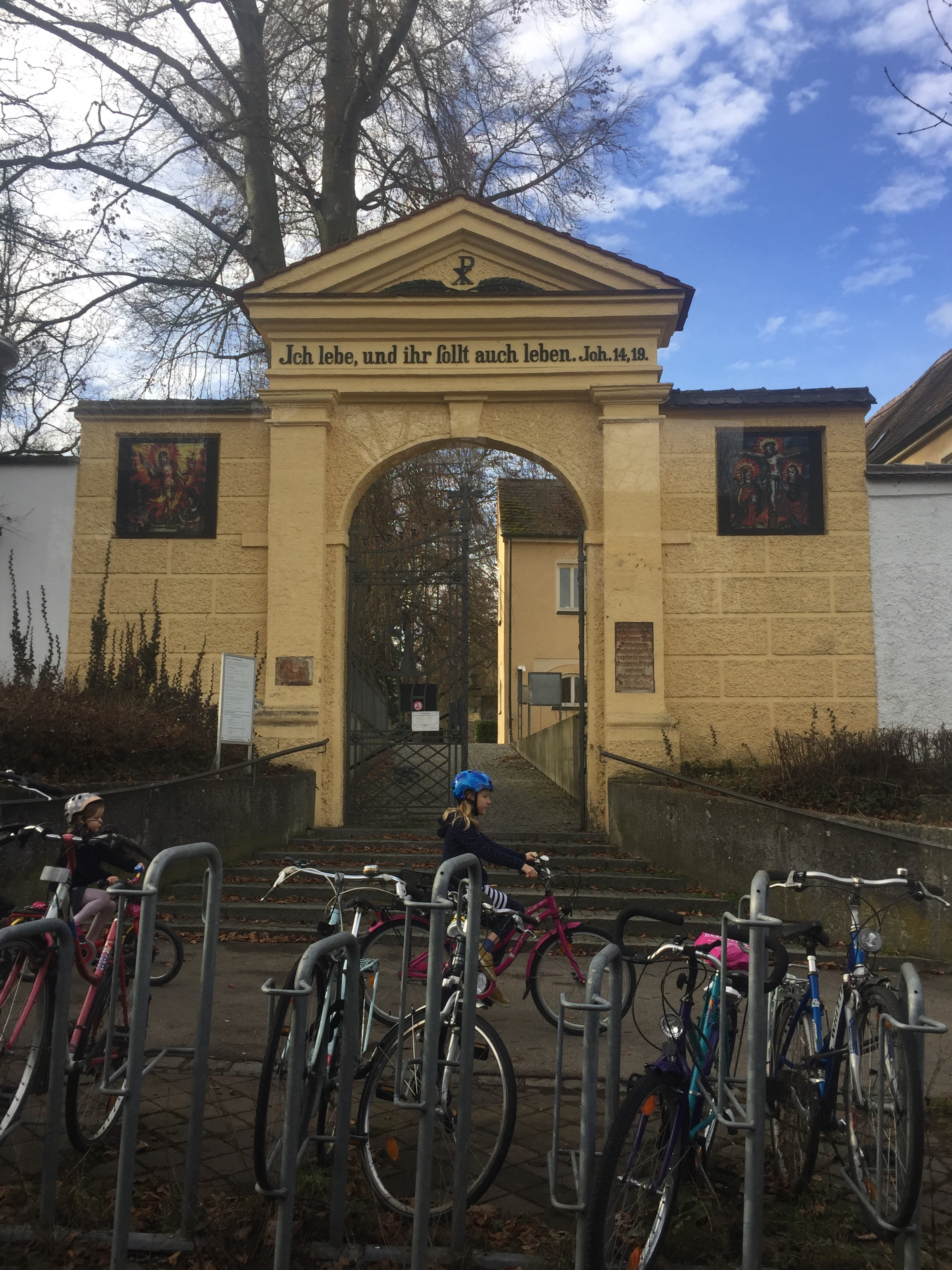
Входной портал на кладбище на Хаунштеттерштрассе
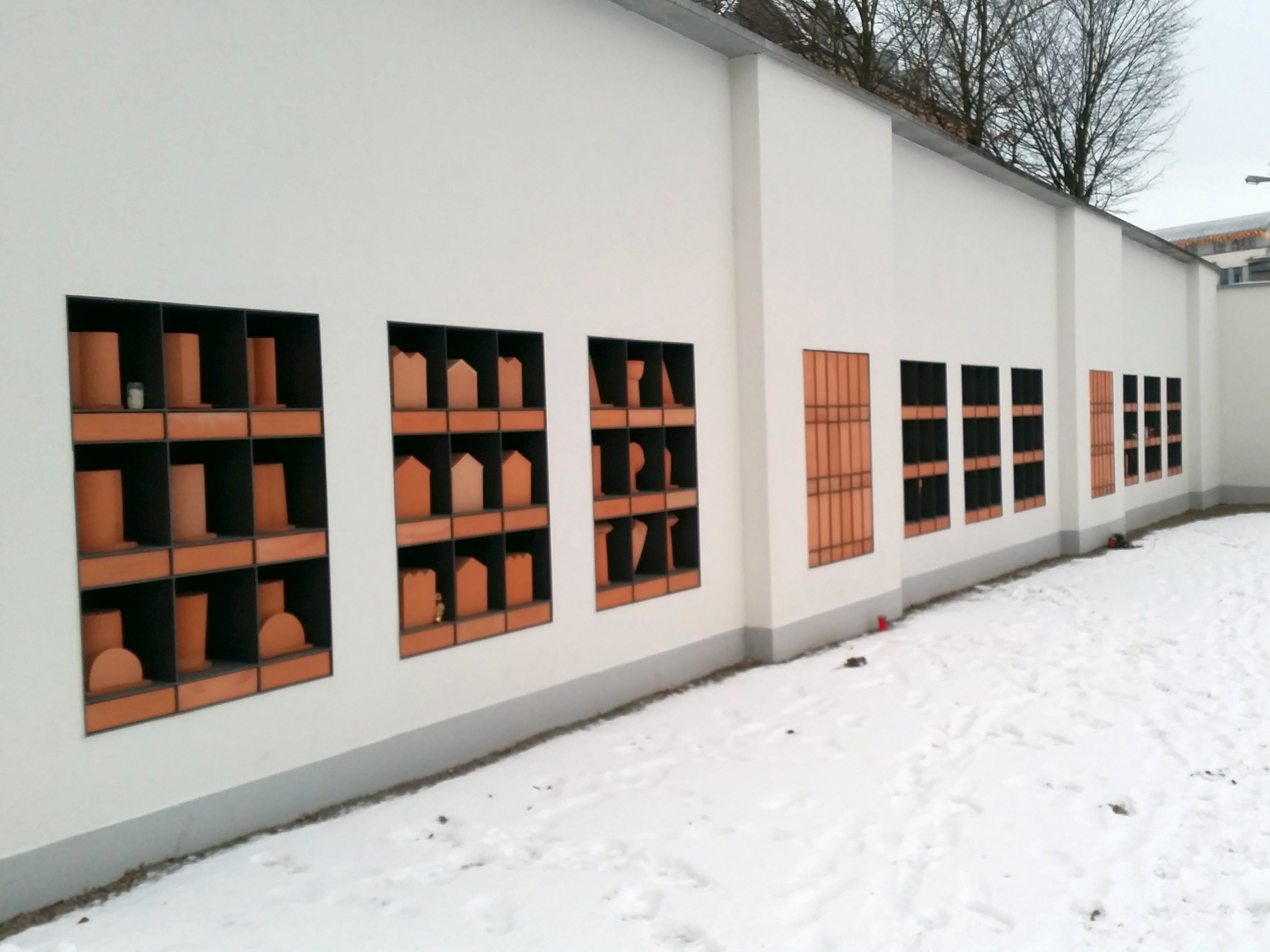
Стена ниши для урн
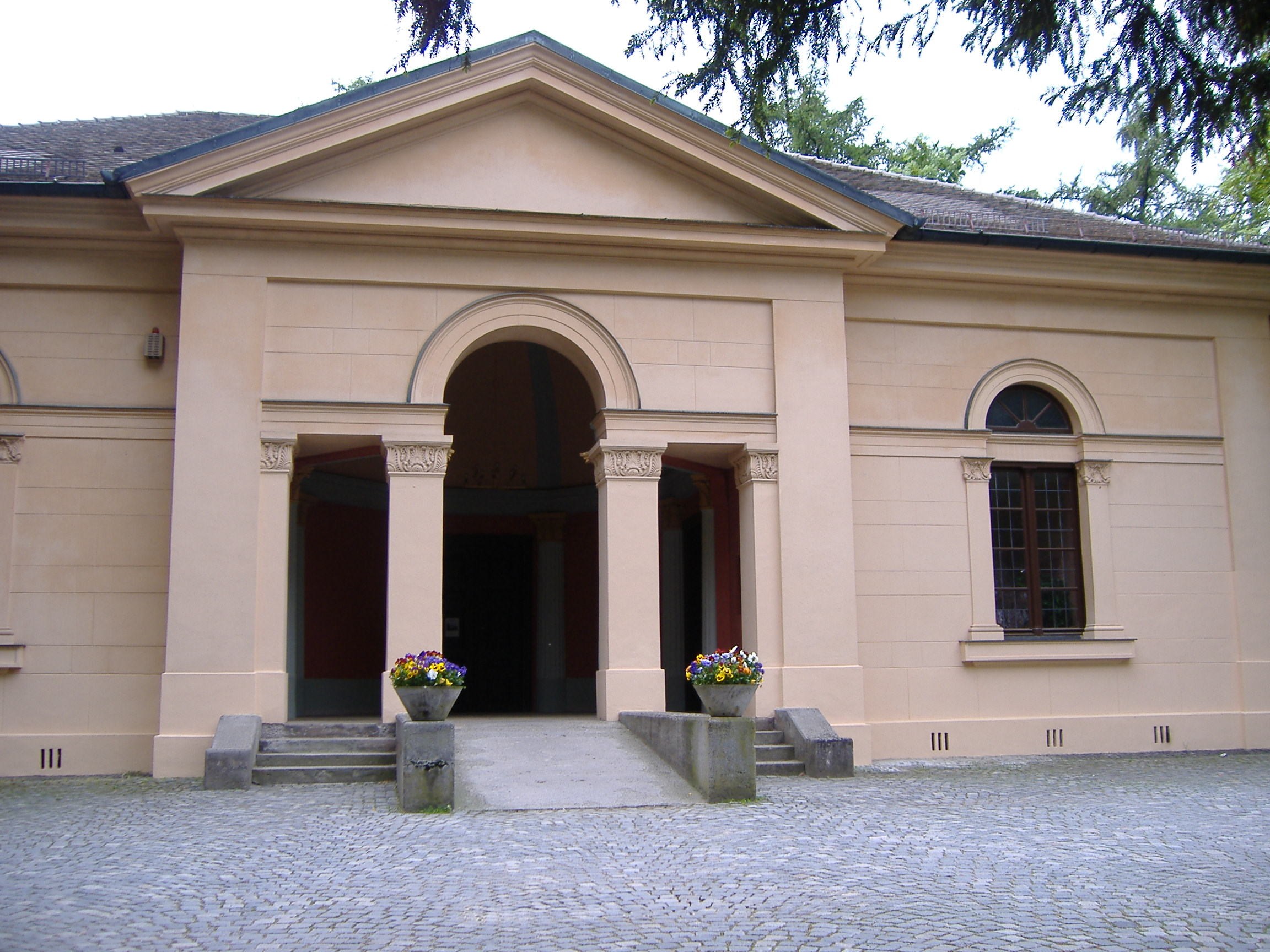
Морг
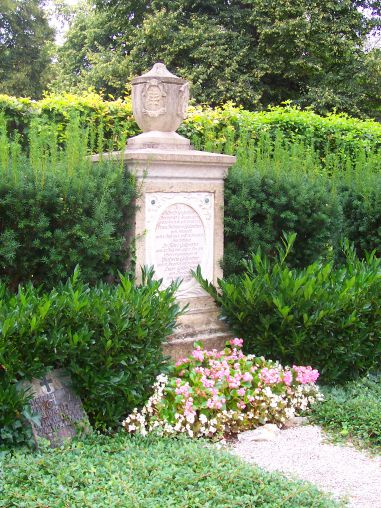
Могила Карла Альберта Голльвитцера
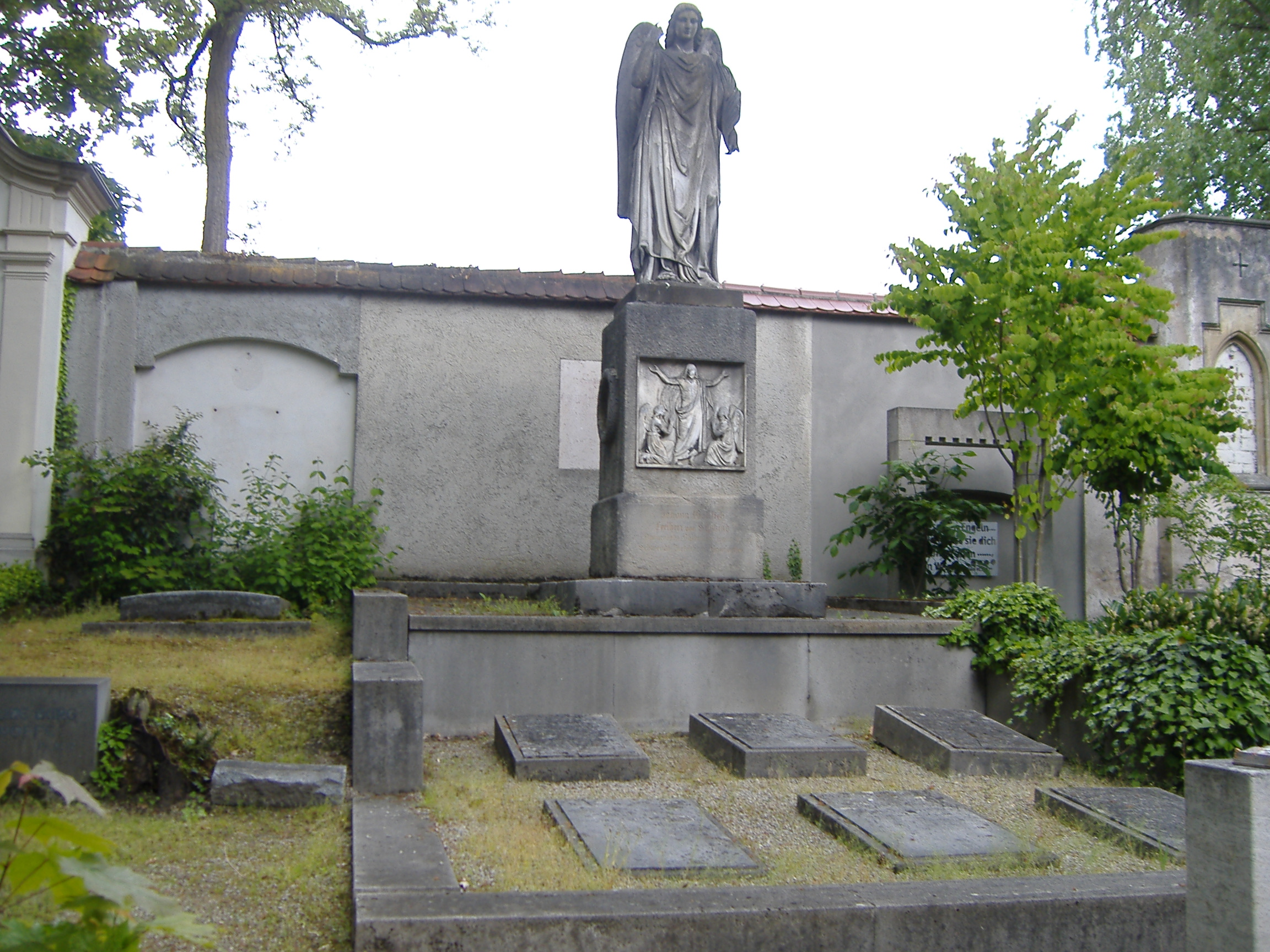
Место захоронения Зюскинда
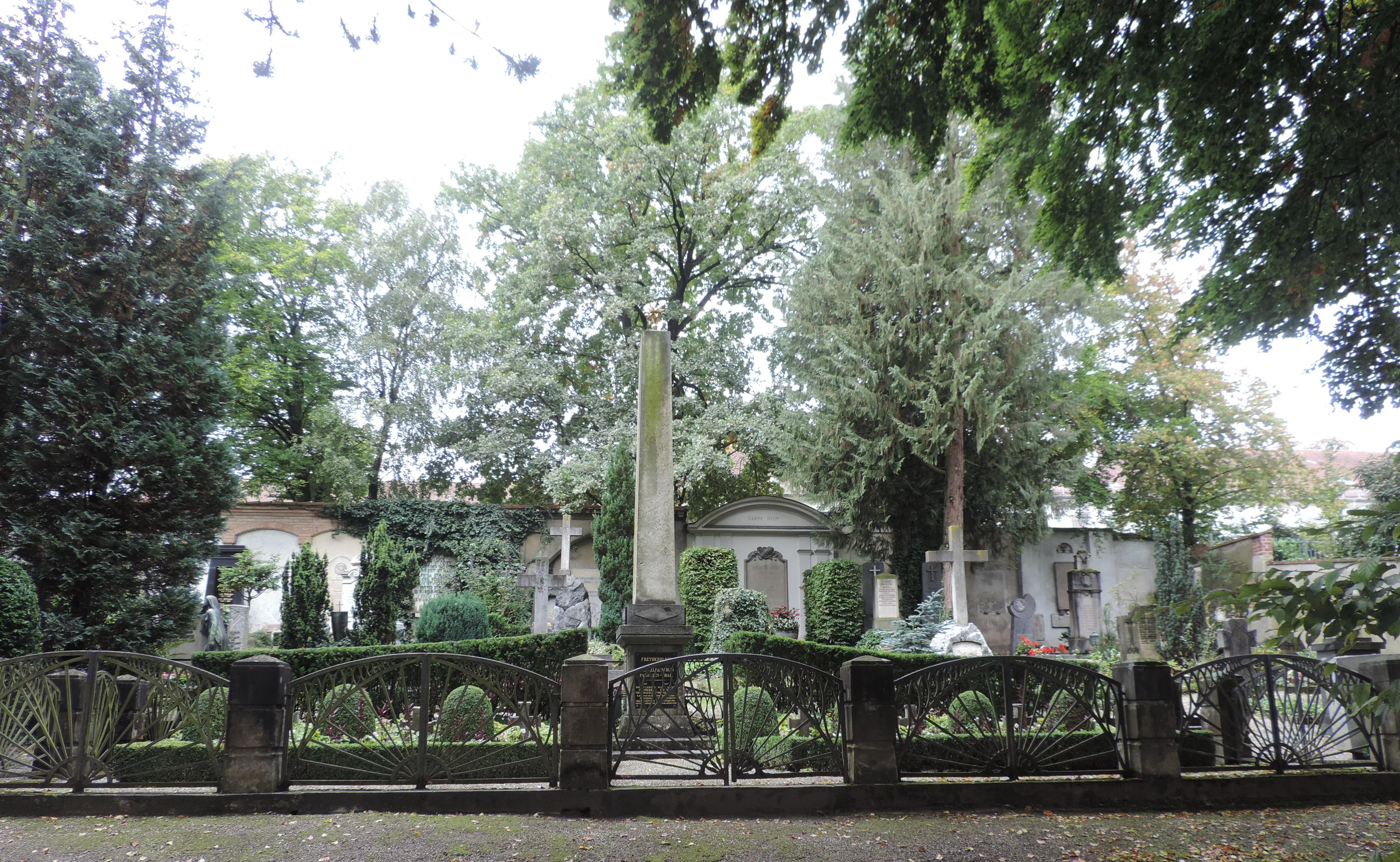
Семейное захоронение Шецлер